# Życzenie wigilijne Richiego Richa
Życzenie wigilijne Richiego Richa lub Gwiazdkowe życzenie Richiego Richa (ang. Richie Rich’s Christmas Wish lub Richie Rich: A Christmas Story) – amerykańska komedia familijna z 1998 roku.
Film jest emitowany w Polsce w telewizji Jetix/Disney XD. Premiera odbyła się 24 grudnia 2005 roku o godz. 12:40 w Kinie Jetix.

## Fabuła
Richie Rich zażyczył sobie nigdy się nie urodzić, co spowodowało, że miasteczkiem Richville zaczął rządzić Reggie, a jego przyjaciele i znajomi w ogóle go nie znali. Richie za wszelką cenę stara się odwrócić swoje życzenie, co nie przychodzi mu łatwo.

## Obsada
- David Gallagher – Richie Rich
- Martin Mull – Richard Rich
- Lesley Ann Warren – Regina Rich
- Michelle Trachtenberg – Gloria
- Jake Richardson – Reggie Van Dough
- Richard Fancy – Pan Van Dough
- Marla Maples – Pani Van Dough
- Keene Curtis – Herbert Cadbury
- Eugene Levy – Profesor Keanbean
- Blake Jeremy Collins – Freckles
- Austin Stout – Pee Wee
- Kathleen Freeman – Panna Peabody
- Richard Riehle – Sierżant Mooney
- Don McLeod – Irona
- Billy Burnette – Nigel
- Michael McDonald – Montgomery
- Robert Peters – Głodny oficer
- Phil Hawn – Sąsiad

## Wersja polska
- opracowanie i udźwiękowienie wersji polskiej: na zlecenie Jetix – Studio Eurocom
- reżyseria: Dorota Kawęcka (jako Dorota Prus-Małecka)
- dialogi: Anna Niedźwiecka
- dźwięk i montaż: Jacek Gładkowski
- kierownictwo produkcji: Marzena Omen-Wiśniewska

Udział wzięli
- Jolanta Wilk – Regina Rich
- Iwona Rulewicz – pani Van Dough
- Cynthia Kaszyńska – kobieta z banku
- Włodzimierz Bednarski – sierżant Mooney
- Krzysztof Zakrzewski – profesor Keanbean
- Janusz Wituch
- Jerzy Mazur – Slim
- Jan Aleksandrowicz
- Andrzej Hausner
- Kasper Garlicki – Reggie Van Dough
- Łukasz Margas – Richie Rich
- Kajetan Lewandowski
- Miriam Aleksandrowicz – panna Peabody
- Wit Apostolakis-Gluziński
- Piotr Omen
- Andrzej Gawroński – Herbert Cadbury
- Paweł Szczesny – Ryszard Rich
- Wojciech Machnicki – pan Van Dough
- Adam Krylik
- Anna Wiśniewska
- Dorota Kawęcka

i in.
- tekst piosenki: Andrzej Gmitrzuk
- śpiewali: Aleksandra Bieńkowska, Katarzyna Łaska, Magda Krylik, Piotr Gogol, Krzysztof Pietrzak i Adam Krylik
- kierownictwo muzyczne: Piotr Gogol